# Euante (astronomia)
Euante, o Giove XXXIII, è un piccolo satellite naturale di Giove scoperto nel 2001 da una squadra di astronomi dell'Università delle Hawaii composta da Scott Sheppard, David Jewitt e Jan Kleyna. Al momento della scoperta ricevette la designazione provvisoria S/2001 J 7.
Nell'agosto 2003 l'Unione Astronomica Internazionale gli ha attribuito il nome di Euante, madre presunta delle Grazie, figure della mitologia greca.

## Parametri orbitali
In base ai suoi parametri orbitali, Euante è considerato un membro del gruppo di Ananke, costituito dai satelliti naturali di Giove irregolari caratterizzati da un moto retrogrado attorno al pianeta, da semiassi maggiori compresi fra i 19,3 e i 22,7 milioni di km e da inclinazioni orbitali prossime ai 150° rispetto all'eclittica.
Orbita intorno a Giove in 620 giorni e 14 ore, ad una distanza di 20,465 milioni di km, con un'inclinazione di 143° rispetto all'eclittica e di 142° rispetto all'equatore del pianeta; l'eccentricità orbitale è stimata in 0,2001 o 0,232.

Orbite dei satelliti irregolari di Giove.
Inclinazione dei principali membri del gruppo di Ananke in funzione del semiasse maggiore.

## Parametri fisici
Ha un diametro di circa 3 chilometri e la sua densità è stimata in 2,6 g/cm3. È presumibilmente composto di roccia silicea.